# Potideia
Potideia (în greacă veche Ποτίδαια, transliterat: Potidaia sau Ποτείδαια, Poteidaia) a fost o colonie fondată de corinteni în jurul anului 600 î.Hr., în cel mai îngust punct al Palenei, promontoriul vestic al Peninsulei Calcidice, aflată în nordul Greciei.

## Istorie

### Războaiele Medice
Printre primele evenimente istorice care au marcat așezarea a fost asediul perșilor din 479 î.Hr., în timpul căruia orașul s-ar putea să fi fost salvat de un tsunami. Herodot relatează că atacatorii persani, care au încercat să exploateze o retragere neobișnuită a apei au fost brusc surprinși de o maree semnificativă:
„Mai mare, după spusele localnicilor, decât oricare dintre multele care fuseseră înainte.”
De-a lungul Coastei Tracice au fost identificate mai multe straturi tsunamigenice, indicând faptul că regiunea este predispusă la astfel de valuri devastatoare. Totuși, deși sunt în general asociate cu cutremure, Herodot nu menționează nici un cutremur la acea vreme, iar acest detaliu face mai probabil ca evenimentul să fi fost un meteotsunami. Nu numai că astfel de evenimente sunt relativ frecvente în Marea Mediterană, dar efectul lor este amplificat într-un corp de apă lung și îngust, ceea ce s-ar potrivi poziției geografice a Potideiei, aflată la capătul golfului Toroneu.

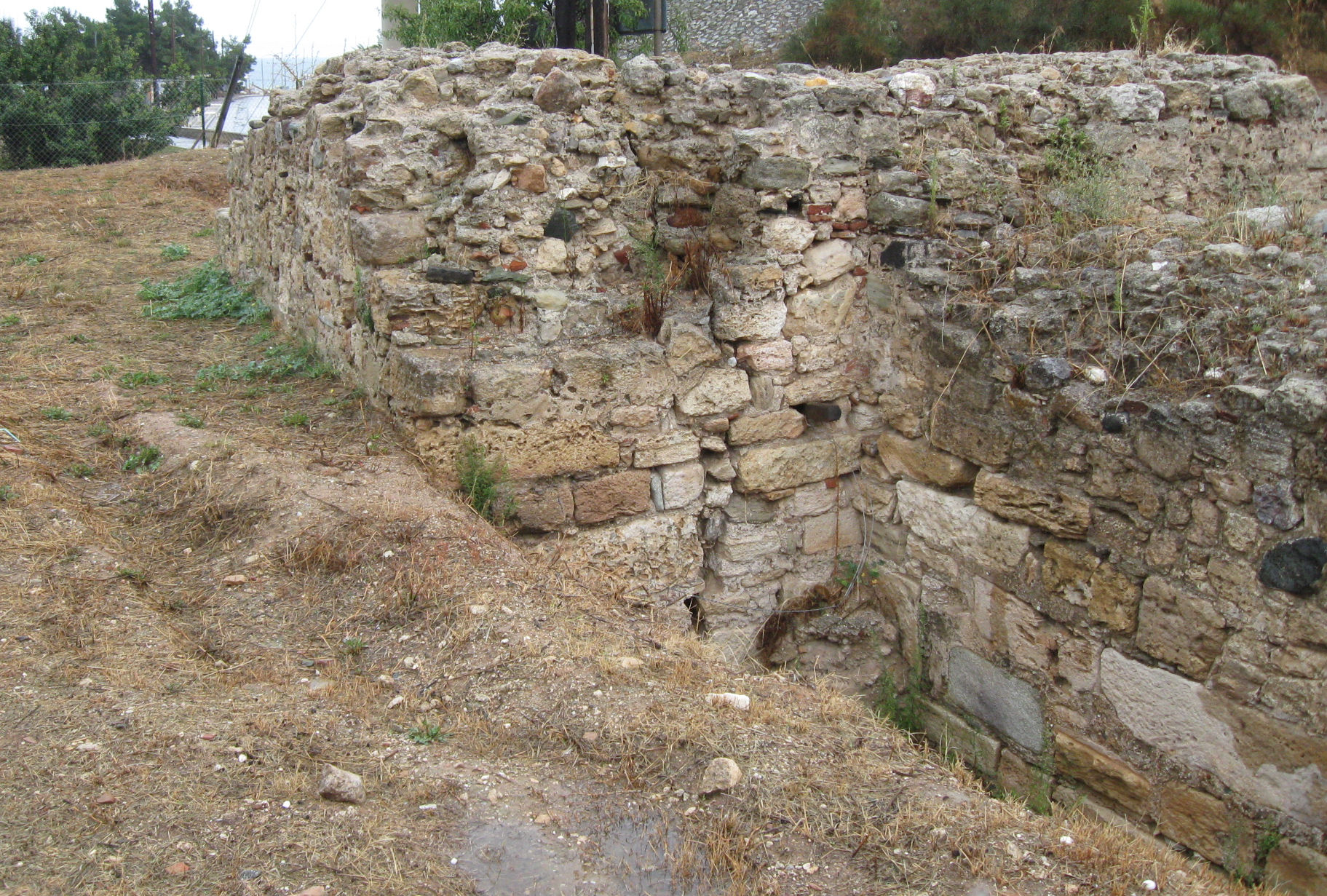
Rămășițele zidului antic

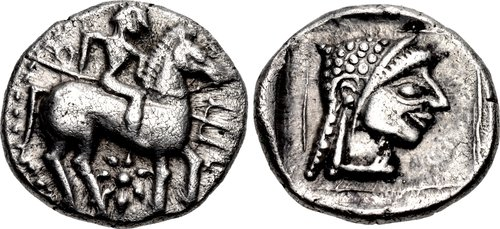
Monedă din Potideia, 525-500 î.Hr. Avers: Călăreț ținând un trident. Revers: Cap feminin cu trăsături arhaice.

### Războiul peloponesiac
În timpul Ligii de la Delos, au avut loc mai multe conflicte între Atena și Corint pentru controlul asupra polisului, dar, cu toate acestea, corintenii trimiteau invariabil un magistrat suprem în fiecare an. Deși orașul era o colonie corintică, plătea tribut Atenei și făcea parte din Liga condusă de aceasta fiind, deci, mai întotdeauna implicată în majoritatea tensiunilor dintre cele două mari orașe-stat. Locuitorii s-au revoltat împotriva guvernării ateniene în anul 432 î.Hr., orașul fiind prin urmare asediaț la începutul Războiului peloponesiac și cucerit de Atena după Bătălia de la Potideia din 430 î.Hr.

### Perioada diadohilor
După o perioadă de independență, atenienii au recucerit orașul în 363 î.Hr., dar în 356 î.Hr. Potideia a căzut în mâinile lui Filip al II-lea al Macedoniei. Aceasta a fost distrusă, iar teritoriul înconjurător a fost predat olintenilor, urmând ca regele macedonean Casandru să construiască pe același loc un oraș care a purtat numele acestuia: Casandria. Cel mai probabil în aceeași perioadă a fost construit și canalul care există și astăzi, săpat prin solul nisipos din partea cea mai îngustă a istmului, cu scopul de a face din oraș o bază navală. 

### Stăpânirea romană
În 43 î.Hr., o colonie romană a fost stabilită de proconsulul Macedoniei, care a fost strămutată mai târziu de Octavianus Augustus și a primit numele oficial Colonia Iulia Augusta Cassandrensis.

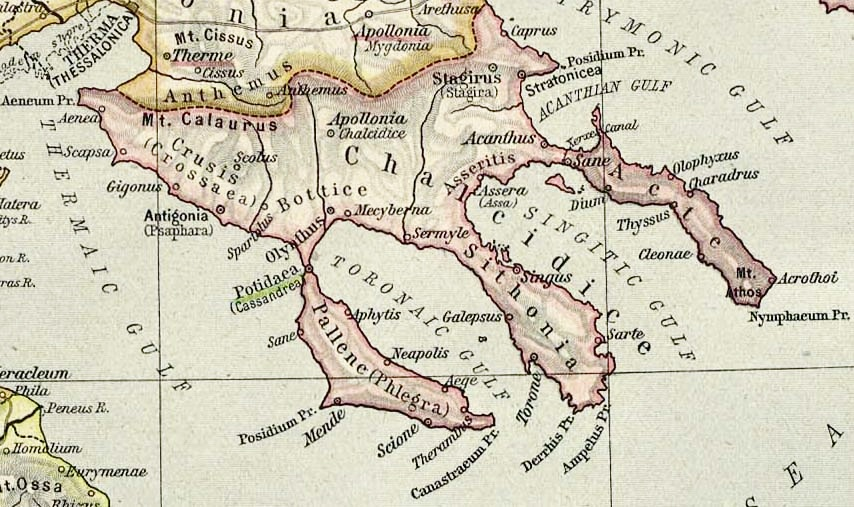
Harta Calcidicei antice, arătând peninsula Palenică și Potideia, 1923.

## În prezent
Localitatea modernă Nea Poteidaia (Noua Potideie), construită pentru refugiații greci din Asia Mică, după Primul Război Mondial, este situată în apropierea orașului antic, preluându-i și numele.
În cultura populară, personajul fictiv Gabrielle din serialul TV Xena, Prințesa războinică a fost descrisă ca originară din Potideia.